# Хлодвіг Гогенлое
Хлодвіг Шиллінгсфюрст-Гогенлое, повністю Князь Хлодвіг Карл Віктор цу Шиллінгсфюрст-Гогенлое, принц фон Ратибор-унд-Корвей (нім. Chlodwig Carl Viktor zu Hohenlohe-Schillingsfürst, Prinz von Ratibor und von Corvey), (31 березня 1819, Ротенбург-на-Фульді, Гессенське курфюрство — 6 липня 1901 Бад-Рагац, Санкт-Галлен, Швейцарія). Німецький політик і дипломат, один із творців Німецької імперії, принц Корвейський та Ратиборський.

## Біографія

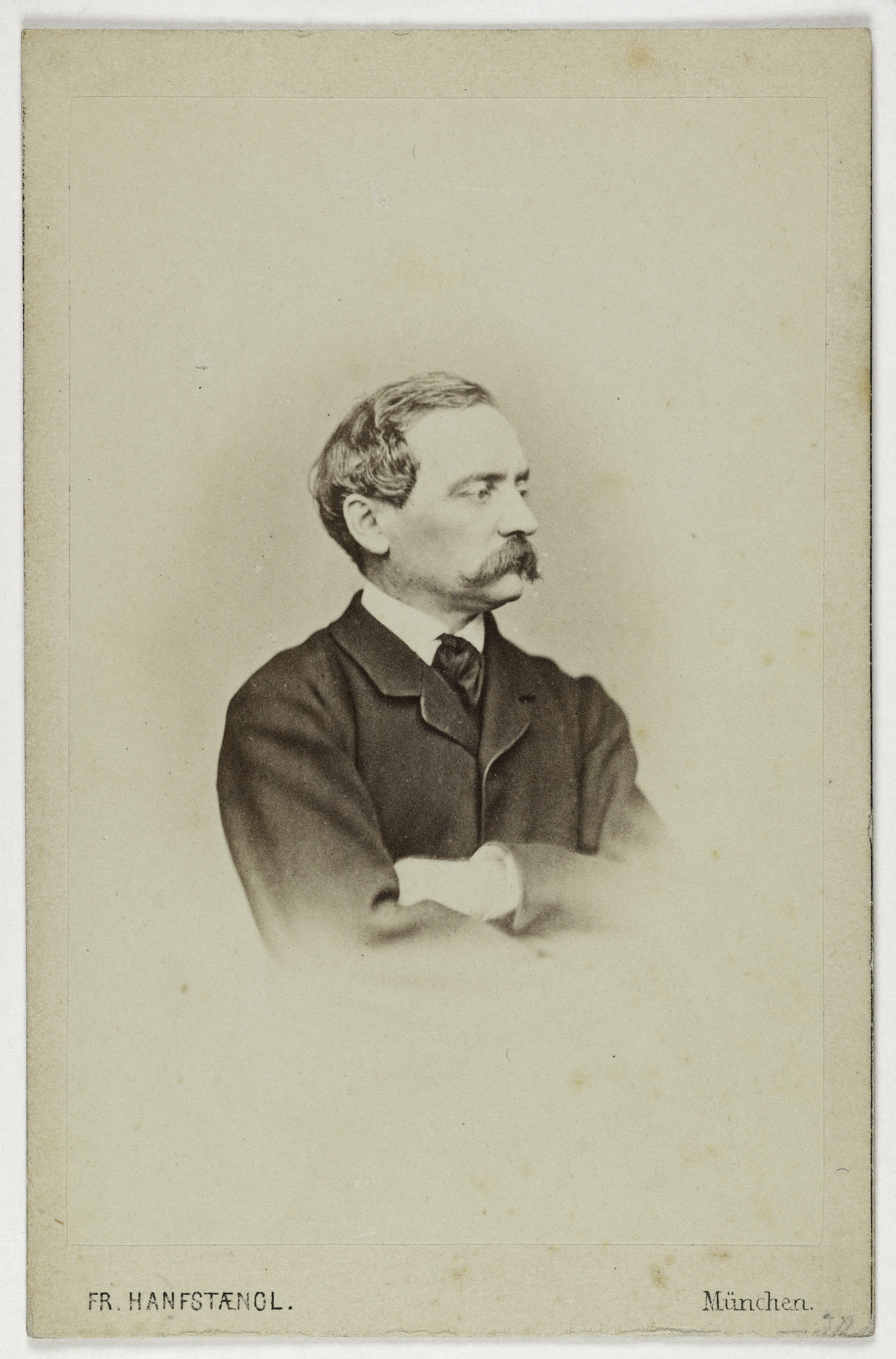
Хлодвіг Гогенлое 1877 р.

Представник франконського княжого дому Гогенлое з гілки Шиллінгсфюрст лінії Вальденбург. Одружений з князівною М. Л. Вітгенштейн — онукою російського фельдмаршала П. Х. Вітгенштейна і спадкоємицею радзивіллівського стану. Родич дружини Вільгельма II Августи-Вікторії. Молодший брат — кардинал Густав Адольф фон Гогенлое-Шиллінгсфюрст.
У 1846 році зайняв місце в баварському рейхсраті. Прем'єр-міністр, міністр закордонних справ та міністр королівського двору Баварії у 1866—1870. Був прихильником політичного об'єднання Німеччини в єдину державу. Після створення Німецької імперії перейшов на державну службу єдиної Німеччини.
Гогенлое обіймав посаду першого віцепрезидента рейхстагу.
Посол Німеччини у Франції 1874—1885. Обійнявши цю посаду, Гогенлое виявив, що його попередник Гаррі Карл Курт Едуард фон Арнім вилучив низку важливих державних документів щодо майбутнього скасування папського престолу і конклаву, про що 8 червня 1874 року повідомив Берлін. Це ініціювало тривалу судову тяганину, припинену лише після смерті Гаррі фон Арніма. З квітня по серпень 1880 р. статс-секретар імперського відомства закордонних справ.
Намісник Ельзас-Лотарінгії 1885—1894.

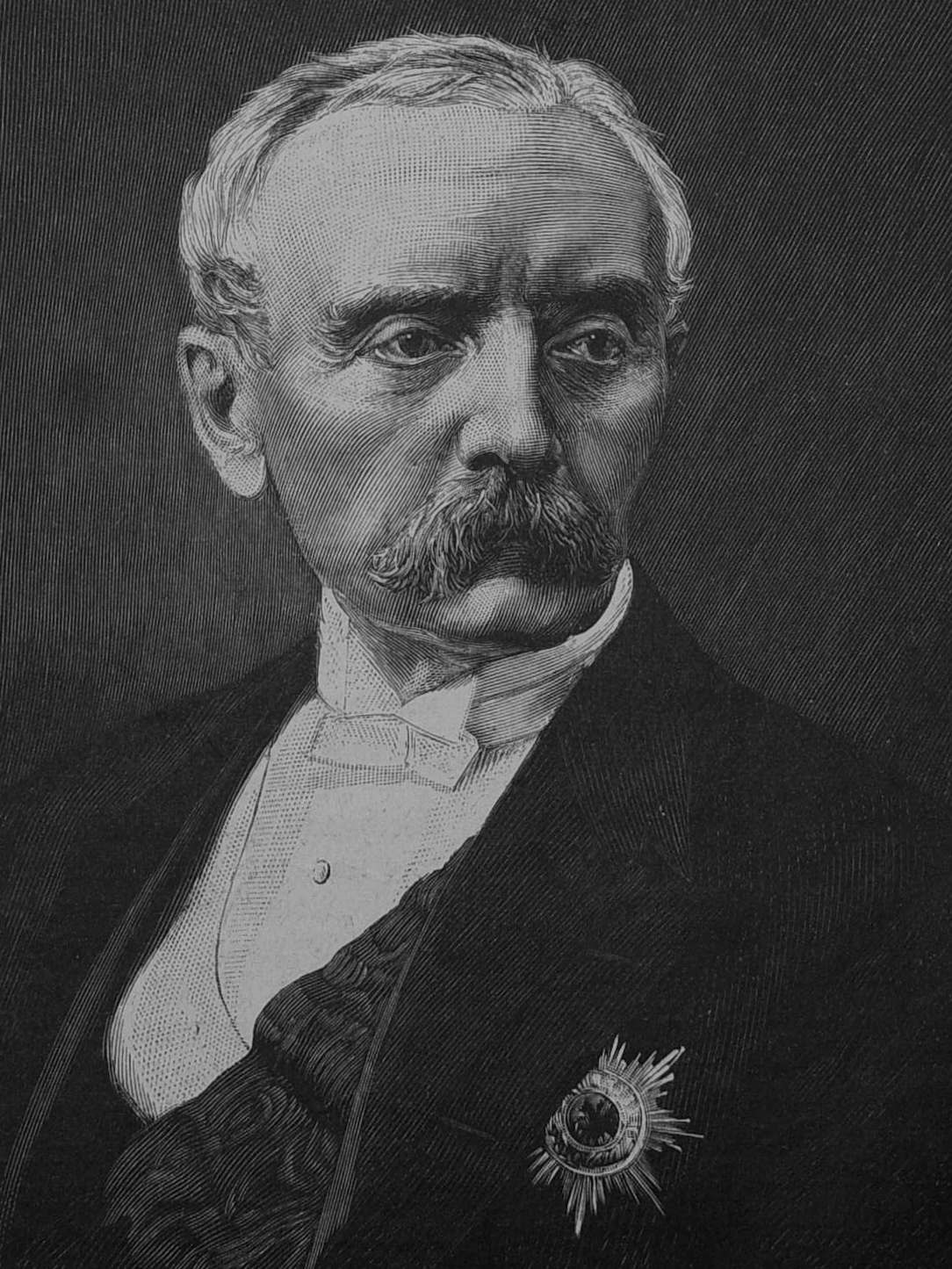
Хлодвіг Гогенлое 1894 р.

Канцлер Німеччини у 1894—1900 роках. З 1898 влада фактично перейшла до рук статс-секретаря із закордонних справ Б. фон Бюлова, який змінив Гогенлое на посаді канцлера в 1900 році.

## Родина

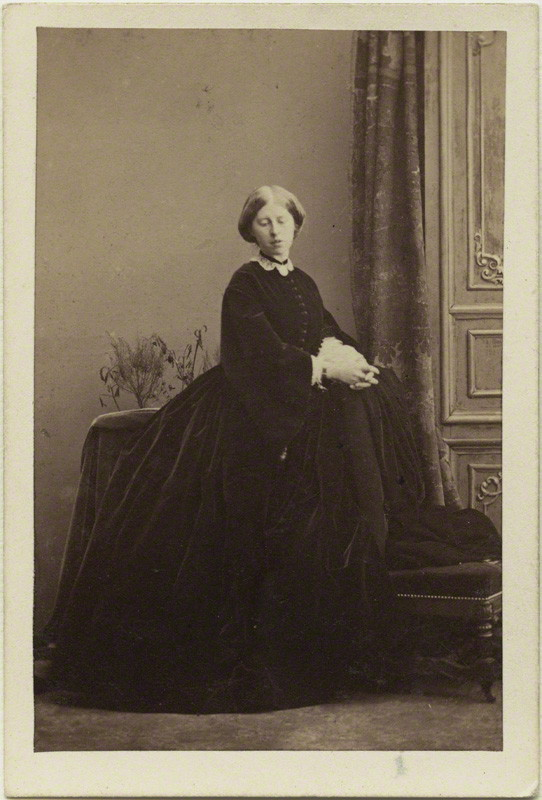
Марія Вітгенштейн. 1860-ті рр.

У 1847 році Хлодвіг цу Гогенлое-Шиллінгсфюрст одружився з Марією Вітгенштейн (1829—1897), дочкою Льва Петровича Вітгенштейна і онукою російського фельдмаршала Петра Християновича Вітгенштейна.
У шлюбі народилися чотири сини та дві дочки:
- Єлизавета (1847—1915) — одружена не була, дітей не мала;
- Стефанія (1851—1882) — дружина графа Шенборн-Візентейд Артура, мала сина та двох доньок;
- Філіп Ернст (1853—1915) — 8-й князь Гогенлое-Шиллінгсфюрст, був двічі одруженим, мав трьох дітей;
- Альбрехт Франц Домінікус (1857—1866) — прожив 8 років;
- Моріц (1862—1940) — 9-й князь Гогенлое-Шиллінгсфюрст, був одружений із альтграфинею Розою Сальм-Райфершайдт-Кротайм-Дік, мав п'ятеро дітей;
- Олександр (1862—1924) — був одруженим з Емануелою Ґалоне ді Трікасе Молітерно, дітей не мав.

Сини були хрещені католиками по батькові, дочки були протестантками по матері.

## Нагороди[5]

### Австро-Угорщина[6]
- Королівський угорський орден Святого Стефана, великий хрест з діамантами
  - орден (1868)
  - діаманти (1900)
- Орден Золотого руна (1896)

### Королівство Баварія[7]
- Орден Громадянських заслуг Баварської корони, великий хрест (1868)
- Орден Святого Губерта (1870)

### Королівство Пруссія
- Орден Червоного орла, великий хрест (16 травня 1870)[8]
- Орден Чорного орла з ланцюгом[8]
  - орден (5 грудня 1878)
  - ланцюг (1879)
- Королівський орден дому Гогенцоллернів, великий командорський хрест із зіркою[9]
  - орден (1896)
  - зірка (15 червня 1898)
- Столітня медаль
- Медаль Червоного Хреста (Пруссія) 1-го класу (27 січня 1899)[9]

### Велике герцогство Баденське[10]
- Орден Вірності (Баден) (1887)
- Орден Бертольда I (1887)

### Королівство Італія
- Вищий орден Святого Благовіщення (22 березня 1897)[11]
- Орден Святих Маврикія та Лазаря, великий хрест (22 березня 1897)
- Орден Корони Італії, великий хрест (22 березня 1897)

### Інші держави або династії
- Орден Фенікса 1-го класу (Дім Гогенлое)[12]
- Орден Вюртемберзької корони, великий хрест (1867)[13]
- Орден Почесного легіону, великий хрест (Франція; липень 1878)[14]
- Орден Білого Сокола, великий хрест (Велике герцогство Саксен-Веймар-Айзенаське; 1880)
- Орден Карлоса III, великий хрест з ланцюгом (Іспанія; 11 січня 1886)[15]
- Орден Рутової корони (Саксонське королівство; 1895)[16]
- Орден Альберта Ведмедя, великий хрест (Герцогство Ангальтське)
- Орден дому Саксен-Ернестіне, великий хрест[17]
- Лицар честі і відданості (Мальтійський орден)
- Орден Вендської корони, великий хрест з короною в роді (Мекленбург)
- Орден Нідерландського лева, великий хрест
- Орден Заслуг герцога Петра-Фрідріха-Людвіга, великий хрест із золотою короною (Велике герцогство Ольденбурзьке)
- Орден «Османіє» 1-го класу з діамантами (Османська імперія)
- Орден Слави (Туніс), велика стрічка
- Орден Вежі й Меча, великий хрест з ланцюгом (Португальське королівство)
- Орден Андрія Первозванного (Російська імперія)[18]
- Орден Святого Марина, великий хрест (Сан-Марино)
- Орден святого Григорія Великого, великий хрест (Ватикан)